# Bergeranthus multiceps
Bergeranthus multiceps är en isörtsväxtart som först beskrevs av Salm-dyck, och fick sitt nu gällande namn av Schwant. Bergeranthus multiceps ingår i släktet Bergeranthus och familjen isörtsväxter. Inga underarter finns listade i Catalogue of Life.